# 拉克斯溪
拉克斯溪，位於台灣南部，屬於高屏溪水系，為荖濃溪的支流，河長17公里，流域面積62平方公里，分佈於高雄市桃源區中部。最遠源頭發源於關山西南坡往西南流，匯集由小關山北坡往北流的左股支流，沿著小關山西北支稜的北側溪谷轉往西北流，經過玉穗山–拉克斯山稜尾北麓轉往西流，於復興南橫復興橋下以左股注入荖濃溪。